# Эрикссон, Себастьян
Себастьян Андерс Фредрик Эрикссон (швед. Sebastian Anders Fredrik Eriksson; 31 января 1989, Меллеруд, Швеция) — шведский футболист, полузащитник клуба «Гётеборг». Выступал в сборной Швеции.

## Клубная карьера
Эрикссон — воспитанник клуба «Гётеборг». 6 апреля 2008 года в матче «Эребру» он дебютировал в Аллсвенскан лиге. 19 июля в поединке против «Ефле» Себастьян забил свой первый гол за «Гётеборг». В своём первом сезоне он стал обладателем Кубка Швеции. Летом 2011 года Эрикссон на правах аренды перешёл в итальянский «Кальяри». 13 мая 2012 года в матче против «Фиорентины» он дебютировал в итальянской Серии A. Летом клуб выкупил Себастьяна за 1,5 млн евро. В начале 2015 года Эрикссон на правах аренды вернулся в «Гётеборг». В этом же году он во второй раз обладателем Кубка Швеции. По окончании срока аренды Себастьян стал футболистом «Гётеборга» на постоянной основе.

## Международная карьера
20 января 2010 года в товарищеском матче против сборной Омана Эрикссон дебютировал за сборную Швеции.

## Достижения
«Гётеборг»
- Обладатель Кубка Швеции (2): 2008, 2014/15